# Freeform hardcore
Freeform hardcore (nezaměňovat s Trancecorem) je podžánr Happy Hardcore, který vznikl v roce 1999. Název Freeform mu dal DJ Sharkey z Nu Energy. Jeho charakteristikou je vysoká rychlost (nad 170 BPM) melodičnost Hard dance a Hardtrancové prvky. Je navíc obohacený o prvky Hardhousu, Freeform Jazzu, Broken Beatu nebo Wonky Techna. První Freeform track byl Ultraworld 5 od DJe Eclipse a byl vydán na kompilaci Bonkers 2.

## Nejznámější interpreti
- Alek Szahala
- A.M.S.
- Brisk
- Carbon Based
- CLSM
- Gammer
- Justrich
- K Complex
- Kevin Energy
- Nu Energy
- Scott Majestik
- Trixxy

## Nejznámější labely
- Bonkerz
- Evolution Records
- Nu Energy